# Top Scan
Cet article possède un paronyme, voir TEP-scan.

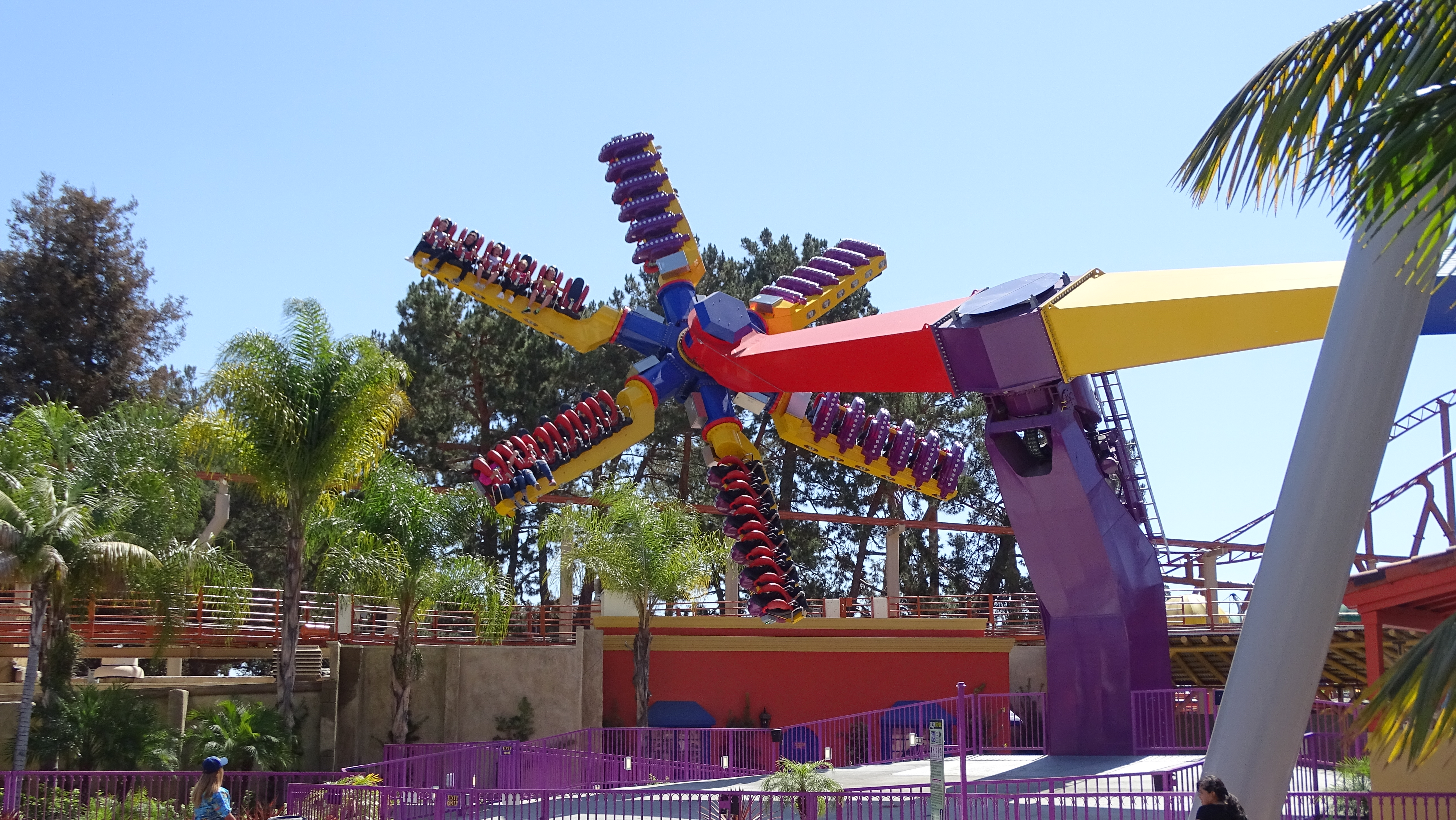
Le Sol Spin de Knott's Berry Farm peut accueillir 36 passagers tout en faisant des tours de 18 mètres de haut.

Top Scan est un manège fabriqué par Mondial. 

## Conception et fonctionnement
Le manège comporte six nacelles à rotation libre, chacune équipée de cinq sièges et des harnais standard Mondial Triple-Lock, y compris la ceinture. Au début de l'attraction, le support principal s'élève légèrement pour ne pas être au niveau du sol et ne pas présenter de risques pendant l'attraction, puis l'attraction tourne vers l'arrière et parfois vers l'avant, puis le bras principal commence à tourner et les nacelles s'inclinent librement vers le bas. Top Scan est disponible en modèle portable ou de parc.

## Incidents
Au cours de l'été 2005, une femme a été tuée après avoir été éjectée du manège à Adventureland (New York) (en) lorsque son harnais a cédé. En 2010, deux femmes ont été bloquées sur le Space Roller à la foire du comté de Miami-Dade et ont dû être secourues par une nacelle lorsque la machine s'est arrêtée au milieu du manège. 